# Färdvägen
Färdvägen är Per Olov Enquists andra roman, utgiven februari 1963 hos Norstedts.
Romanen karaktäriserades av förlaget som "ett vandringsdrama i modern europeisk miljö."